# Destiny Rogers
Destiny Rogers (Lodi, California, Estados Unidos, 13 de septiembre de 1999) es una cantante y compositora estadounidense con ascendencia mexicana. Forma parte de los sellos discográficos Beach Wave Sound y RCA Records. Debutó el año 2019 con el EP titulado «Tomboy».

## Primeros años
Rogers creció en el pequeño pueblo de Lodi, California, junto a su familia. Rogers habla español con fluidez después de haberlo aprendido de su madre. Aprendió a tocar la guitarra a la edad de 10 años viendo vídeos de YouTube de Justin Bieber tocando. El padre de Rogers era un líder de adoración y la animó a actuar durante los servicios de la iglesia.
Rogers fue a una escuela secundaria independiente no tradicional. Se mudó a Los Ángeles en enero de 2019 debido a su carrera.

## Carrera
En 2017, un amigo de la familia le mostró un cover de Rogers hecho en YouTube al dúo de productores The Stereotypes, lo que los llevó a trabajar juntos. Posteriormente, Rogers pasó un fin de semana al mes en Los Ángeles para trabajar en música con ellos durante dos años. Firmó con su sello en febrero de 2018 y con RCA Records en noviembre. Sus influencias musicales son Justin Bieber, H.E.R., Kehlani y Billie Eilish.
El 28 de febrero de 2019, Rogers lanzó su sencillo debut «Tomboy», luego de grabar a mediados de 2018. Líricamente, la canción trata sobre «desafiar las expectativas»; Rogers se acepta a sí misma «como un marimacho», ya que no usa maquillaje, usa ropa holgada y le gusta andar en patineta. Se filmó un vídeo musical en la ciudad natal de Rogers con imágenes de ella andando en patineta, que fue lanzado junto con la canción. La patinadora profesional, Mariah Duran, también apareció en el vídeo. Rogers lanzó su EP debut, Tomboy, producido por The Stereotypes, el 22 de marzo de 2019 después de grabar durante dos años. También se lanzaron vídeos musicales para las canciones del EP «North$ide» y «Lockdown».
Rogers actuó en el festival South by Southwest de 2019 y en el Camp Flog Gnaw Carnival de 2019. En otoño de 2019, fue telonera para el cantante Ruel en su gira Free Time Tour en América del Norte. El 29 de mayo de 2020, Rogers lanzó su segundo EP titulado Great Escape , descrito como «cargado emocionalmente». El EP fue encabezado por los sencillos «Kickin' Pushin'» y «Euphoria».

## Presentaciones
Destiny Rogers realizó una gira por América del Norte con el cantante y compositor australiano Ruel en 2019. La gira comenzó el 19 de septiembre de 2019 en Brisbane, Australia, y finalizó el 3 de noviembre de 2019 en Los Ángeles, California. 
Destiny Rogers actuó en el Camp Flog Gnaw Carnival, que tuvo lugar en el Dodger Stadium en noviembre de 2019, junto a otros artistas como Tyler, the Creator, H.E.R., Daniel Caesar y 21 Savage.
Rogers encabezó el Plural Music:#AllGenresWelcome Block Party en octubre de 2021, que tuvo lugar en San Francisco, California. Posteriormente actuó en el STAPLES Center para el espectáculo de medio tiempo del partido inaugural de Los Angeles Clippers junto al artista Kalan.FrFr en octubre del 2021, donde interpretaron su canción «West Like».

## Discografía

### EPs
- 2019: Tomboy
- 2020: Great Escape